# Pecten du pubis
Le pecten du pubis (ou crête pectinéale du pubis) est une crête sur la branche supérieure du pubis.
Il contribue à former la ligne terminale en prolongeant la ligne arquée de l'ilion et contribue au bord latéral du détroit supérieur..
Le muscle pectiné s'y insère dans sa partie postérieure et le muscle petit psoas sur son versant médial.